# Armin Alfermann
Armin Alfermann (* 2. Dezember 1924 in Düsseldorf; † 11. September 1998 in Solingen) war ein deutscher Journalist, Fotograf und Galerist.

## Biographie
Ab Mitte der 1950er Jahre war Armin Alfermann als freiberuflicher Journalist tätig. Daneben befasste er sich mit Kunst, Literatur und mit Fotografie. 1959 gewann er in einem Fotowettbewerb eine Reise nach Prag. Dort knüpfte er Kontakte zu Fotografen, Malern und Graphikern. In der Folgezeit präsentierte er in Düsseldorf deren Werke, vorzugsweise im internationalen Bildungszentrum „Die Brücke“ am Heinrich-Heine-Platz. Er galt als Erster, der in der Bundesrepublik Arbeiten osteuropäischer Künstler zeigte und bekannt machte. Ende des Jahres 1966 zog er in den Solinger Stadtteil Ohligs, wo er eine eigene Galerie eröffnete, mit Schwerpunkt auf der Ausstellung von Werken tschechischer und slowakischer Künstler. Zumeist waren es Surrealisten und Vertreter des Phantastischen Realismus.
Armin Alfermann setzte sich als „erbitterter Gegner des Nationalsozialismus“ und als Zeitzeuge für Verständigung und Aufklärung und gegen ein Wiedererstarken des Faschismus ein. Als Schüler führte er ein Tagebuch: Er erlebte, wie Juden aus Düsseldorf deportiert wurden und schrieb seine Beobachtungen nieder. In späteren Jahren ging er in Schulen und Jugendfreizeiteinrichtungen, um dort aus seinem Tagebuch vorzulesen und mit jungen Menschen zu diskutieren. Auf ihn ging die Anregung zurück, eine Schule mit der Patenschaft über den Jüdischen Friedhof Solingen zu betrauen: Im Herbst 1987 nahm die Arbeitsgemeinschaft Jüdischer Friedhof an der Gesamtschule Solingen (seit 2015 Alexander-Coppel-Gesamtschule) ihre Arbeit auf.
Fotografien von Altermann wurden in internationalen Ausstellungen gezeigt, bei denen er mehrfach ausgezeichnet wurde. Darunter befanden sich ganze Fotoserien, so „Das Prag Kafkas“, „Die sterbende Stadt“ sowie „Gewalt“, im Jahr 1972 geschossene Bilder, inmitten der Unruhen und gewaltsamen Ausschreitungen in Irland und Nordirland angefertigt, sowie die „Weißburger Strukturen“, 54 Fotografien aus der elsässischen Stadt. Die Serie „Spuren im Stein – Jüdische Friedhöfe am Niederrhein“, über die der damalige nordrhein-westfälische Ministerpräsident Johannes Rau die Schirmherrschaft innehatte, fand internationale Beachtung und wurde selbst in Montevideo, der Hauptstadt Uruguays, gezeigt.
Teile seines Werkes gehören zum Bestand des Stadtmuseums Düsseldorf. Sein weiterer Nachlass wird im Jüdischen Museum Berlin aufbewahrt. 2024, aus Anlass von Alfermanns 100. Geburtstag, zeigte das Solinger Zentrum für verfolgte Künste 40 Fotografien aus der Serie „Spuren in Stein. Jüdische Friedhöfe am Niederrhein“.
Armin Alfermann war verheiratet und hatte zwei Söhne. Er starb 1998 in Solingen im Alter von 73 Jahren.

## Publikationen
- als Herausgeber: Lieder der bündischen Jugend und aus der Illegalität. 1985. [5]
- Von frommen Frauen und den Häusern der Beginen. Untergegangene Gemeinschaften am Niederrhein. In: Verein Linker Niederrhein (Hrsg.): Der Niederrhein. Nr. 57. Krefeld 1990, S. 87–92.
- Der Fall Rheinbraun. In: Der Niederrhein. Nr. 60. Krefeld 1993, S. 245–246.
- Zwischen Fluß und Heide. Von der Wupper zu den Stadträndern Hilden, Haan, Langenfeld. In: Der Niederrhein. Nr. 64. Krefeld 1997, S. 202–206.
- Gaby Zürn/Manfred Kremers/Landschaftsverband Rheinland (Hrsg.): Jüdische Friedhöfe im Rheinland. 1991.
- Armin Alfermann: Der Niederrhein. Eine Reise in Bildern. Hrsg.: Olaf Link. 2024, ISBN 978-3-949979-60-6.